# 24 Heures du Mans 1977
Navigation
Édition précédente Édition suivante
Les 24 Heures du Mans 1977 sont la 45e édition de l'épreuve et se déroulent les 11 et 12 juin 1977 sur le circuit de la Sarthe.

## Nombre de pilotes qualifiés pour la course
Au départ de ces quarante-cinquièmes 24 Heures du Mans, 142 pilotes sont présents sur la grille dont six femmes et parmi elles, deux équipages.
| 75 Français  | 18 Britanniques | 13 Suisses         | 9 Américains     | 8 Belges      |
| 4 Allemands  | 3 Espagnols     | 3 Italiens         | 2 Australiens    | 2 Néerlandais |
| 1 Équatorien | 1 Irlandais     | 1 Liechtensteinois | 1 Luxembourgeois | 1 Marocain    |

## Déroulement de la course

### Faits de course
Alors que l'on attend un duel entre Alpine-Renault et Porsche, la marque allemande perd d'entrée deux de ses trois voitures, la dernière étant très retardée et se retrouve un moment classée en 41e position. Les trois Alpine font la course en tête tandis que Jacky Ickx prend le relais sur la Porsche survivante. Le pilote belge mène sa nouvelle voiture à un train d'enfer et reprend des places, mais perd du terrain sur les Alpine. Néanmoins, au tour de celles-ci de connaître des ennuis et la Porsche remonte à la deuxième position pendant la nuit. Néanmoins, l'Alpine de tête, avec cinq tours d'avance, est irrattrapable.
Vers 9 h du matin, l'Alpine de tête casse son moteur et la Porsche se retrouve première. La dernière Alpine, pilotée par Patrick Depailler et Jacques Laffite, deux pilotes de F1, donne la chasse, mais abandonne à son tour le dimanche vers midi, moteur cassé.
Alors qu'il ne reste qu'une heure de course environ, un cylindre de la Porsche pilotée alors par Hurley Haywood se grippe. L'équipage qui a alors près de 20 tours d'avance sur le second, la Mirage de Jarier-Schuppan, est irrattrapable, mais doit effectuer encore deux tours, dont l'un avant le drapeau à damier, pour être classé. La voiture reste au stand pour isoler le cylindre et attend le dernier quart d'heure pour reprendre la course. Jurgen Barth, également ingénieur, est chargé d'effectuer les deux derniers tours avec un gros chrono accroché au tableau de bord. La voiture les effectue en fumant à une allure réduite pour ménager le moteur. Renault sauve l'honneur avec la seconde place de la vieille Mirage (le châssis date de 1975) qu'il motorise.
Jacky Ickx dira plus tard qu'il s'agit pour lui de sa plus belle victoire au Mans (bien plus que celle de 1969 que le public retient toujours), et qu'il était ce jour-là véritablement en « état de grâce ». Durant la course, il tiendra le volant pendant près de 14 h (maximum autorisé par le règlement).

### Classements intermédiaires
| Pos. | Après la 1re heure | Après la 1re heure                                                                | Après 6 heures | Après 6 heures                                                                      | Après 12 heures | Après 12 heures                                                                     | Après 18 heures | Après 18 heures                                                                     |
| Pos. | n°                 | Voiture / Pilotes                                                                 | n°             | Voiture / Pilotes                                                                   | n°              | Voiture / Pilotes                                                                   | n°              | Voiture / Pilotes                                                                   |
| ---- | ------------------ | --------------------------------------------------------------------------------- | -------------- | ----------------------------------------------------------------------------------- | --------------- | ----------------------------------------------------------------------------------- | --------------- | ----------------------------------------------------------------------------------- |
| 1    | 9                  | Renault Sport Renault Alpine A442 (Gr.6 / +2.0) Jabouille - Bell                  | 9              | Renault Sport Renault Alpine A442 (Gr.6 / +2.0) Jabouille - Bell                    | 9               | Renault Sport Renault Alpine A442 (Gr.6 / +2.0) Jabouille - Bell                    | 4               | Martini Racing Porsche System Porsche 936/77 (Gr.6 / +2.0) Barth - Haywood - Ickx   |
| 2    | 3                  | Martini Racing Porsche System Porsche 936/77 (Gr.6 / +2.0) Ickx - Pescarolo       | 8              | Renault Sport Renault Alpine A442 (Gr.6 / +2.0) Depailler - Laffite                 | 8               | Renault Sport Renault Alpine A442 (Gr.6 / +2.0) Depailler - Laffite                 | 8               | Renault Sport Renault Alpine A442 (Gr.6 / +2.0) Depailler - Laffite                 |
| 3    | 4                  | Martini Racing Porsche System Porsche 936/77 (Gr.6 / +2.0) Barth - Haywood - Ickx | 39             | Gelo Racing Team Porsche 935 (Gr.5) Hezemans - Schenken - Heyer                     | 4               | Martini Racing Porsche System Porsche 936/77 (Gr.6 / +2.0) Barth - Haywood - Ickx   | 9               | Renault Sport Renault Alpine A442 (Gr.6 / +2.0) Jabouille - Bell                    |
| 4    | 8                  | Renault Sport Renault Alpine A442 (Gr.6 / +2.0) Depailler - Laffite               | 7              | Renault Sport Renault Alpine A442 (Gr.6 / +2.0) Tambay - Jaussaud                   | 39              | Gelo Racing Team Porsche 935 (Gr.5) Hezemans - Schenken - Heyer                     | 39              | Gelo Racing Team Porsche 935 (Gr.5) Hezemans - Schenken - Heyer                     |
| 5    | 7                  | Renault Sport Renault Alpine A442 (Gr.6 / +2.0) Tambay - Jaussaud                 | 10             | Grand Touring Cars Inc. / Mirage Renault Mirage GR8 (Gr.6 / +2.0) Schuppan - Jarier | 10              | Grand Touring Cars Inc. / Mirage Renault Mirage GR8 (Gr.6 / +2.0) Schuppan - Jarier | 10              | Grand Touring Cars Inc. / Mirage Renault Mirage GR8 (Gr.6 / +2.0) Schuppan - Jarier |

### Classement final de la course

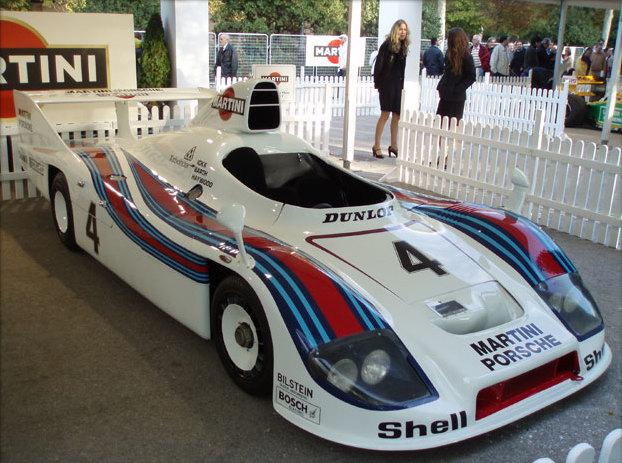
La Porsche 936/77, victorieuse de l'édition 1977.

Voici le classement officiel au terme des 24 heures de course.
- Les vainqueurs de chaque catégorie sont signalés par un fond jauni.
- Dans la colonne Pneus apparaît l'initiale du fournisseur, il suffit de placer le pointeur au-dessus du modèle pour connaître le manufacturier de pneumatiques.

| Pos.  | Catégorie | N° | Écurie                                 | Pilotes                                                            | Châssis                 | Moteur                             | Pneus | Tours |
| ----- | --------- | -- | -------------------------------------- | ------------------------------------------------------------------ | ----------------------- | ---------------------------------- | ----- | ----- |
| 1     | Gr.6 +2.0 | 4  | Martini Racing Porsche System          | Jürgen Barth Hurley Haywood Jacky Ickx                             | Porsche 936/77          | Porsche Type-935 2.1L Turbo Flat-6 | D     | 342   |
| 2     | Gr.6 +2.0 | 10 | Grand Touring Cars Inc. Mirage Renault | Vern Schuppan Jean-Pierre Jarier                                   | Mirage GR8              | Renault 2.0L Turbo V6              | G     | 331   |
| 3     | Gr.5      | 40 | JMS Racing / ASA Cachia                | Claude Ballot-Léna Peter Gregg                                     | Porsche 935             | Porsche Type-935 2.9L Turbo Flat-6 | D     | 315   |
| 4     | GTP       | 88 | Inaltera                               | Jean Ragnotti Jean Rondeau                                         | Inaltera LM77           | Ford Cosworth DFV 3.0L V8          | G     | 315   |
| 5     | Gr.6 +2.0 | 5  | Alain de Cadenet                       | Alain de Cadenet Chris Craft                                       | De Cadenet-Lola LM      | Ford Cosworth DFV 3.0L V8          | G     | 315   |
| 6     | Gr.6 -2.0 | 26 | Racing Organisation Course (ROC)       | Michel Pignard Albert Dufréne Jacques Henry                        | Chevron B36             | ROC-Chrysler 2.0L I4               | G     | 303   |
| 7     | Gr.4      | 58 | Porsche Kremer Racing                  | Bob Wollek Jean-Pierre Wielemans (« Steve ») Philippe Gurdjian     | Porsche 934             | Porsche 3.0L Turbo Flat-6          | G     | 298   |
| 8     | IMSA      | 71 | Luigi Racing                           | Jean Xhenceval Pierre Dieudonné Spartaco Dini                      | BMW 3.0CSL              | BMW 3.2L I6                        | D     | 291   |
| 9     | IMSA      | 50 | Hervé Poulain                          | Hervé Poulain Marcel Mignot                                        | BMW 320i                | BMW 2.0L I4                        | G     | 287   |
| 10    | IMSA      | 61 | Christian Gouttepifre                  | Christian Gouttepifre Philippe Malbran Alain Leroux                | Porsche 911 Carrera RS  | Porsche 3.0L Flat-6                | D     | 281   |
| 11    | Gr.6 +2.0 | 2  | Inaltera                               | Lella Lombardi Christine Beckers                                   | Inaltera LM77           | Ford Cosworth DFV 3.0L V8          | G     | 279   |
| 12    | IMSA      | 70 | JMS Racing / ASA Cachia                | Simon De Lautour Jean-Pierre Delaunay Jacques Guérin               | Porsche 911 Carrera RSR | Porsche 3.0L Flat-6                | D     | 275   |
| 13    | Gr.6 +2.0 | 1  | Inaltera                               | Jean-Pierre Beltoise Al Holbert                                    | Inaltera LM77           | Ford Cosworth DFV 3.0L V8          | G     | 275   |
| 14    | IMSA      | 79 | Ravenel Frères                         | Jean-Louis Ravenel Jean Ravenel Jean-Marie Détrin                  | Porsche 911 Carrera RS  | Porsche 3.0L Flat-6                | D     | 274   |
| 15    | GTP       | 86 | WM A.E.R.E.M.                          | Max Mamers Jean-Daniel Raulet Xavier Mathiot                       | WM P76                  | Peugeot PRV 2.7L V6                | M     | 274   |
| 16    | IMSA      | 75 | North American Racing Team (NART)      | François Migault Lucien Guitteny                                   | Ferrari 365 GT4/BB      | Ferrari 4.4L Flat-12               | G     | 268   |
| 17    | GTP       | 83 | SAS Robin Hamilton                     | Robin Hamilton David Preece Mike Salmon                            | Aston Martin DBS V8     | Aston Martin 5.3L V8               | D     | 260   |
| 18    | Gr.5      | 47 | Anne-Charlotte Verney / BP             | Anne-Charlotte Verney René Metge Dany Snobeck Hubert Striebig      | Porsche 911 Carrera RSR | Porsche 3.0L Flat-6                | G     | 254   |
| 19    | Gr.4      | 56 | JMS Racing / ASA Cachia                | Jean-Louis Bousquet Cyril Grandet Philippe Dagoreau                | Porsche 934             | Porsche 3.0L Turbo Flat-6          | D     | 253   |
| 20    | IMSA      | 77 | / Wynn's International                 | Dennis Aase Robert Kirby John Hotchkis                             | Porsche 911 Carrera RSR | Porsche 3.0L Flat-6                | G     | 246   |
| N. c. | Gr.6 -2.0 | 31 | Dorset Racing Associates               | Ian Harrower Martin Birrane (en) Ernst Berg Richard Down           | Lola T290/4S            | Ford Cosworth BDA 2.0L I4          | G     | 212   |
| Abd.  | Gr.5      | 39 | Gelo Racing Team                       | Toine Hezemans Tim Schenken Hans Heyer                             | Porsche 935             | Porsche Type-935 2.9L Turbo Flat-6 | G     | 269   |
| Abd.  | Gr.6 +2.0 | 8  | Renault Sport                          | Patrick Depailler Jacques Laffite                                  | Renault Alpine A442     | Renault 2.0L Turbo V6              | M     | 289   |
| Abd.  | GTX       | 96 | GVA Porsche Club Romand                | André Savary Jean-Robert Corthay Antoine Salamin                   | Porsche 911 Carrera RS  | Porsche 3.0L Flat-6                | M     | ?     |
| Abd.  | IMSA      | 78 | Charles Ivey Racing                    | John Rulon-Miller (pl) John Cooper (de) Peter Lovett               | Porsche 911 Carrera RSR | Porsche 3.0L Flat-6                | G     | 198   |
| Abd.  | Gr.6 +2.0 | 9  | Renault Sport                          | Jean-Pierre Jabouille Derek Bell                                   | Renault Alpine A442     | Renault 2.0L Turbo V6              | M     | 257   |
| Abd.  | Gr.6 -2.0 | 25 | Racing Organisation Course (ROC)       | Max Cohen-Olivar Alain Flotard (de) Michel Dubois                  | Chevron B36             | ROC-Chrysler 2.0L I4               | G     | 176   |
| Abd.  | IMSA      | 80 | Bernard Béguin                         | Bernard Béguin René Boubet Jean-Claude Briavoine                   | Porsche 911 Carrera RS  | Porsche 3.0L Flat-6                | D     | 191   |
| Abd.  | GTP       | 87 | Bernard Decure                         | Bernard Decure Jean-Luc Thérier Jacky Cauchy (« Cochise »)         | Alpine A310             | Renault PRV 2.7L V6                | M     | 137   |
| Abd.  | Gr.6 -2.0 | 21 | P.P. Sauber AG / Fancy Racing          | Eugen Strähl Peter Bernhard                                        | Sauber C5               | BMW 2.0L I4                        | G     | 161   |
| Abd.  | Gr.4      | 57 | Nicholas Koob                          | Nicholas Koob Willy Braillard Guillermo Ortega                     | Porsche 934             | Porsche 3.0L Turbo Flat-6          | D     | 116   |
| Abd.  | Gr.4      | 63 | Joël Laplacette                        | Joël Laplacette Yves Courage "Ségolen"                             | Porsche 911 Carrera     | Porsche 3.0L Flat-6                | M     | ?     |
| Abd.  | GTP       | 85 | WM A.E.R.E.M.                          | Marc Sourd Jean-Louis Lafosse Xavier Mathiot                       | WM P77                  | Peugeot PRV 2.7L Turbo V6          | M     | 90    |
| Abd.  | Gr.4      | 59 | Schiller Racing Team                   | François Sérvanin Laurent Ferrier Franz Hummel                     | Porsche 934             | Porsche 3.0L Turbo Flat-6          | G     | 160   |
| Abd.  | Gr.6 +2.0 | 7  | Renault Sport                          | Patrick Tambay Jean-Pierre Jaussaud                                | Renault Alpine A442     | Renault 2.0L Turbo V6              | M     | 158   |
| Abd.  | Gr.6 +2.0 | 14 | Daniel Broudy                          | Patrick Perrier (de) Xavier Lapeyre                                | Lola T286               | Ford Cosworth DFV 3.0L V8          | G     | ?     |
| Abd.  | Gr.4      | 60 | Schiller Racing Team                   | Claude Haldi Florian Vetsch Angelo Pallavicini                     | Porsche 934             | Porsche 3.0L Turbo Flat-6          | G     | ?     |
| Abd.  | Gr.4      | 55 | Escuderia Montjuich                    | Juan Fernández Eugenio Baturone Raphael Tarradas                   | Porsche 934             | Porsche 3.0L Turbo Flat-6          | M     | 115   |
| Abd.  | Gr.5      | 48 | Thierry Perrier                        | Thierry Perrier Jean Belliard                                      | Porsche 911 Carrera     | Porsche 3.0L Flat-6                | G     | 90    |
| Abd.  | Gr.6 -2.0 | 29 | Osella Squadra Corse                   | Alain Cudini Raymond Touroul Anna Cambiaghi                        | Osella PA5              | BMW 2.0L I4                        | G     | 100   |
| Abd.  | Gr.6 -2.0 | 32 | André Chevalley                        | André Chevalley François Trisconi Wink Bancroft                    | Cheetah G601            | BMW 2.0L I4                        | G     | ?     |
| Abd.  | Gr.4      | 62 | Georges Bourdillat                     | Georges Bourdillat Bruno Sotty Alain-Michel Bernhard               | Porsche 911 Carrera     | Porsche 3.0L Flat-6                | M     | ?     |
| Abd.  | Gr.5      | 49 | Hubert Striebig / BP                   | Guy Chasseuil Hubert Striebig Helmut Kirchoffer                    | Porsche 934/5           | Porsche Type-935 3.2L Turbo Flat-6 | G     | 65    |
| Abd.  | Gr.6 +2.0 | 11 | Grand Touring Cars Inc. Mirage Renault | Sam Posey Michel Leclère                                           | Mirage GR8              | Renault 2.0L Turbo V6              | G     | 58    |
| Abd.  | GTP       | 89 | Team Esso Aseptogyl                    | Christine Dacremont Marianne Hoepfner                              | Lancia Stratos          | Ferrari Dino 2.4L Turbo V6         | M     | 37    |
| Abd.  | IMSA      | 76 | Jean-Claude Giroix / Garage du Bac     | Jean-Claude Depince (« Depnic ») Jacques Coulon                    | BMW 3.0CSL              | BMW 3.2L I6                        | D     | 28    |
| Abd.  | IMSA      | 72 | Luigi Racing                           | Tom Walkinshaw Eddy Joosen Claude de Wael                          | BMW 3.0CSL              | BMW 3.2L I6                        | D     | ?     |
| Abd.  | Gr.5      | 41 | Martini Racing Porsche System          | Rolf Stommelen Manfred Schurti                                     | Porsche 935/77          | Porsche Type-935 2.9L Turbo Flat-6 | D     | 52    |
| Abd.  | Gr.6 -2.0 | 28 | Jean-Marie Lemerle                     | Jean-Marie Lemerle (de) Alain Levié (de) Pierre-François Rousselot | Lola T294               | ROC-Chrysler 2.0L I4               | G     | 27    |
| Abd.  | Gr.6 -2.0 | 22 | Chandler Ibec International Team Lloyd | Tony Charnell Ian Bracey John Hine                                 | Chevron B31             | Ford Cosworth FVD 2.0L I4          | G     | 21    |
| Abd.  | Gr.6 +2.0 | 3  | Martini Racing Porsche System          | Jacky Ickx Henri Pescarolo                                         | Porsche 936/77          | Porsche Type-935 2.1L Turbo Flat-6 | D     | 45    |
| Abd.  | Gr.6 -2.0 | 30 | G.V.E.A.                               | Georges Morand Christian Blanc Fréderic Alliot                     | Lola T296               | Ford Cosworth BDG 2.0L I4          | G     | 19    |
| Abd.  | Gr.5      | 42 | Porsche Kremer Racing                  | John Fitzpatrick Guy Edwards Nick Faure                            | Porsche 935 K2          | Porsche Type-935 2.8L Turbo Flat-6 | G     | 15    |
| Abd.  | Gr.5      | 38 | Gelo Racing Team                       | Tim Schenken Toine Hezemans Hans Heyer                             | Porsche 935             | Porsche Type-935 2.8L Turbo Flat-6 | G     | 15    |
| Abd.  | Gr.6 +2.0 | 16 | J. Haran de Chaunac                    | Didier Pironi René Arnoux Guy Fréquelin                            | Renault Alpine A442     | Renault 2.0L Turbo V6              | M     | 0     |

Détail :
- La no 31 Lola T294S n'a pas été classée pour distance parcourue insuffisante (moins de 70 % de la distance parcourue par le 1er de l'épreuve).

## Pole position et record du tour
- Pole position : Jean-Pierre Jabouille sur no 9 Renault Alpine A442 - Renault Sport en 3 min 31 s 7 (231,951 km/h)
- Meilleur tour en course : Jacky Ickx sur no 4 Porsche 936 - Martini Racing Porsche System en 3 min 36 s 5 (226,808 km/h) au soixante-seizième tour

## Prix de l'efficacité énergétique
- no 26 Chevron B26 - Racing Organisation Course (ROC)

## Autre Prix
- L'équipage de la no 2 Inaltera GR6 remporte la Coupe des Dames.

## Heures en tête
Voitures figurant en tête de l'épreuve à la fin de chaque heure de course :
| n° | Voiture             | Écurie         | Pilotes                                | Heures    | Total     |
| -- | ------------------- | -------------- | -------------------------------------- | --------- | --------- |
| 9  | Renault Alpine A442 | Renault Sport  | Jean-Pierre Jabouille Derek Bell       | 1re à 17e | 17 heures |
| 4  | Porsche 936         | Martini Racing | Jürgen Barth Hurley Haywood Jacky Ickx | 18e à 24e | 7 heures  |

## À noter
- Longueur du circuit : 13,640 km
- Distance parcourue : 4 671,630 km
- Vitesse moyenne : 194,651 km/h
- Écart avec le 2e : 151,840 km
- 170 000 spectateurs